# Al Treilea Război Punic
Al treilea război punic (149 - 146 î.Hr.) a fost al treilea și ultimul Război punic care a avut loc între colonia feniciană Cartagina și Republicii Romane.
Aceste războaie au fost numite Războaiele punice după numele de puni pe care romanii îl dădeau cartaginezilor.
A fost un conflict mult mai mic decât primele două războaie punice, fiind constituit de fapt dintr-o singură bătălie: Bătălia pentru Cartagina. Bătălia s-a încheiat cu distrugerea totală a orașului Cartagina și cu anexarea teritoriului deținut de aceasta de către romani. De asemenea populația Cartaginei a fost omorâtă sau transformată în sclavi, existența independentă a Cartaginei luând astfel sfârșit.

## Condiții generale
În perioada de după Al doilea război punic romanii s-au angajat în mai multe conflicte în bazinul estic al Mării Mediterane: Războaiele cu Macedonia și războiul cu Antioh al III-lea conducătorul Imperiului Seleucid. În răsărit romanii au trebuit să facă față la mai multe revolte ce au avut loc în Peninsula Iberică, zonă care de altfel a fost esențială pentru câștigare de către romani al celui de al doilea război punic. Cartagina își revenea foarte greu după ce a rămas fără provinciile Sicilia, Sardinia și Hispania. De asemenea trebuia să plătească Romei 200 de talanți de argint anual, timp de 50 de ani.
Cu toate că orașul Cartagina fusese învinsă în două războaie și era doar o umbră a puterii navale de odinioară, totuși existau politicieni romani cum ar fi Cato cel Bătrân care susțineau distrugerea acestui oraș. El după un voiaj în Cartagina, își încheia toate discursurile spunând: „Ceterum censeo Carthaginem esse delendam” (Consider că trebuie să distrugem Cartagina!). Acestei opinii i se opunea cea a senatorului Publius Cornelius Scipio Nasica Corculum care se opunea distrugerii fostului adversar, Senatul fiind de cele mai multe ori de această părere.
Tratatul de pace de după Al doilea război punic spunea că toate modificările granițelor Cartaginei aflate în dispută trebuie hotărâte de Roma. De asemenea tot Roma acorda Cartaginei permisiunea de a purta război. Rezultatul a fost că în cei 50 de ani de după Al doilea război punic toate disputele dintre Cartagina și aliatul romanilor Numidia au fost hotărâte de către Senatul roman doar în favoarea Numidiei.
În 151 î.Hr. despăgubirile Cartaginei către Roma au fost în cele din urmă plătite și Cartagina considera că și tratatul cu Roma s-a încheiat. Acest lucru intra în contradicție cu părerea romană asupra tratatului, aceștia văzându-l ca pe o declarație definitivă de subordonare a Cartaginei față de Roma, un statut asemănător  cu cel al orașelor italiene față de Roma. Pe de altă parte, banii pe care îi plăteau cartaginezii reprezentaseră un motiv destul de important pentru care romanii păstrau pacea.
Romanii mai aveau un motiv pentru care doreau să cucerească acest oraș. Pe la mijlocul secolului al II-lea Roma a ajuns să aibă o populație de 400 000 de locuitori și numărul locuitorilor continua să crească. Hrănirea unei asemenea populații în continuă creștere era o provocare. Pământul din jurul Cartaginei era cel mai productiv, cel mai accesibil și probabil cel mai ușor de obținut teren agricol care nu se afla încă sub control roman.

## Conflictul
În 151 î.Hr. Numidia a lansat o altă expediție dincolo de granița Cartaginei, supunând asediului o fortăreață. În aceste condiții Cartagina a lansat o expediție de pedepsire (25 000 de soldați) împotriva invadatorilor din Numidia. Rezultatul a fost că orașul Cartagina a suferit o înfrângere militară umilitoare și a fost nevoită să accepte plata unei alte datorii timp de cincizeci de ani către Numidia. Cu toate acestea, imediat după aceea, Roma și-a arătat nemulțumirea față de decizia Cartaginei de a purta război cu vecinii fără încuvințarea Romei și a transmis că orașul Cartagina, pentru a evita un război, va trebui să îndeplinească cererile poporului roman.
În 149 î.Hr. Roma a declarat război Cartaginei. În aceste condiții Cartagina a făcut mai mult încercări de a potoli furia Romei și primește promisiunea că dacă Cartagina trimite la Roma 300 de nou născuți cartaginezi, atunci aceasta își va păstra guvernul propriu si drepturile asupra teritoriului stăpânit până atunci. Chiar și după ce acest lucru a fost făcut, orașul aliat Utica a trecut de partea Romei și o armată romană de 80 000 de soldați a fost adusă aici. De asemenea consulii au cerut cartaginezilor să predea armele și armurile. După ce a fost acceptat și acest lucru, romanii au mai cerut în plus cartaginezilor să se deplaseze la o distanță de cel puțin zece mile de oraș, pentru ca acesta să fie ars. În momentul în care s-a aflat și această cerere, cartaginezii s-au retras de la negocieri. Imediat Cartagina a fost asediată, începând astfel al treilea război punic.
Asediul Cartaginei a durat din 149 î.Hr. până în vara anului 146 î.Hr., când generalul roman Scipio Aemilianus a luat orașul cu asalt. Deși cetățenii cartaginezi au luptat cu vitejie, aceștia au fost, în mod inevitabil, împinși treptat înapoi de copleșitoarea forță militară romană, iar în cele din urmă au fost distruși.

## Consecințe

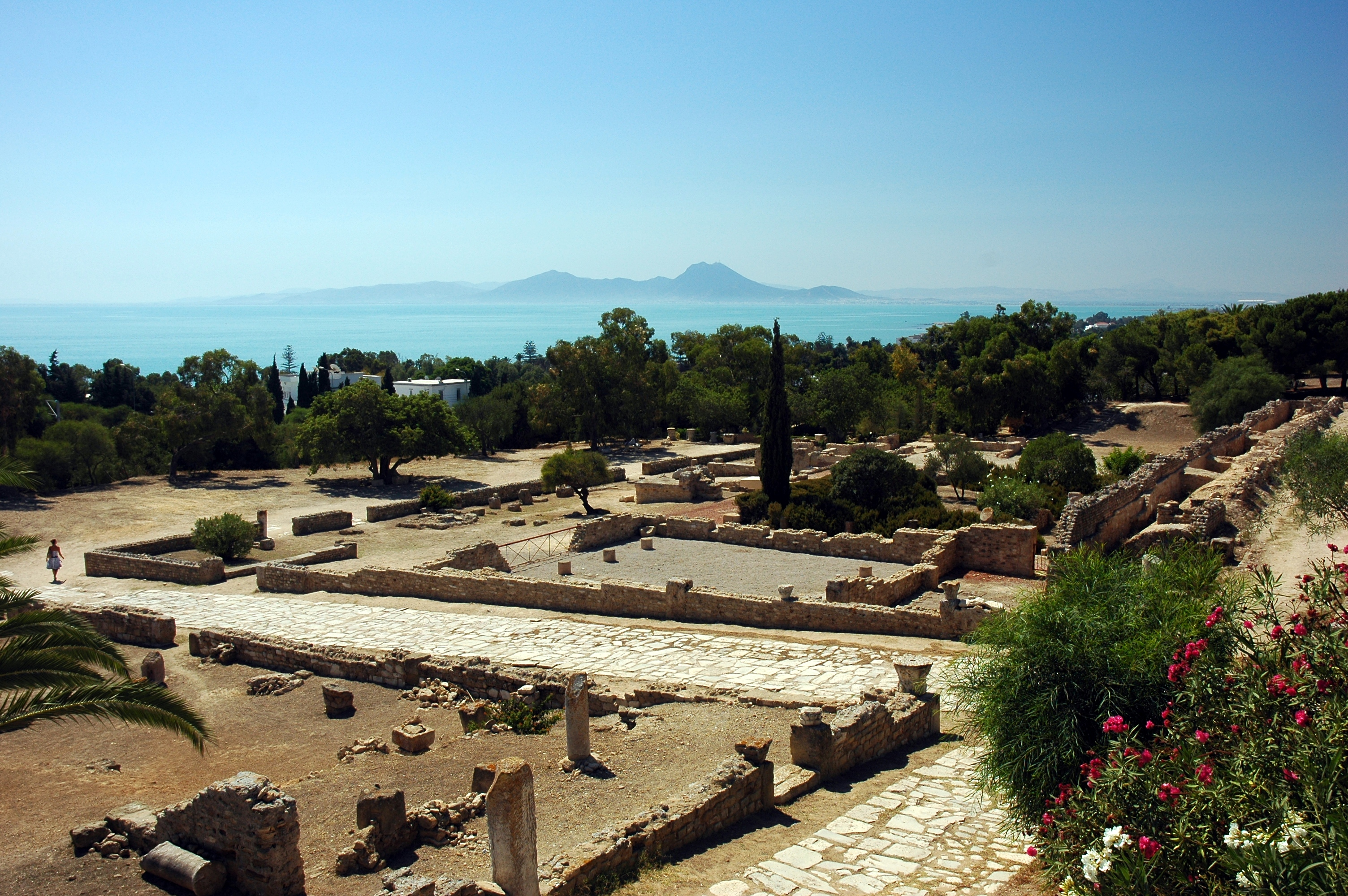
Ruinele Cartaginei

Mulți cartaginezi au murit de foame mai ales în ultima parte a asediului și de asemenea mulți au murit în ultimele șase zile ale bătăliei. Când  războiul s-a încheiat mai trăiau 50 000 de cartaginezi, o mică parte din populația anterioară războiului, dar, așa cum era în acea perioadă soarta locuitorilor din orașele cucerite, aceștia au fost vânduți drept sclavi de către învingători. Orașul a fost ars sistematic între 10 și 17 zile, iar zidurile, clădirile și portul au fost distruse definitiv.
Teritoriile cartagineze rămase au fost anexate de către romani și au fost transformate în Provincia Africa. Teritoriul Cartaginei a fost reconstruit și transformat în oraș roman de către Iulius Caesar. A devenit unul din principalele orașe din Africa romană, în timpul imperiului.
Legenda potrivit căreia romanii au aruncat sare peste pământurile Cartaginei este aproape sigur o invenție din secolul al XIX-lea. Informațiile contemporane acelei perioade arată că teritoriul din jurul Cartaginei a fost declarat ager publicus, a fost împărțit fermierilor locali, dar și celor din Roma și Italia. Africa de Nord a devenit rapid o sursă vitală de grâu pentru romani. Cartagina romană a fost centrul principal de transport al acestor bunuri către capitală.
Multe dintre orașele cartagineze, cum ar fi cele din Mauretania au fost cucerite și reconstruite de către romani. Exemple ale acestor reconstruiri sunt orașele Volubilis, Chellah și Mogador. Volubilis, de exemplu, a fost un oraș important care a fost reconstruit pe locul unui fost oraș cartaginez și se afla la granița vestică a cuceririlor romane. De asemenea, în cazul  ambelor orașe, acolo se aflau așezări datând din neolitic. Orașul punic Utica, care la începutul asediului a schimbat tabăra, a devenit capitala provinciei romane Africa.
Ca un arc peste timp, în ianuarie 1985, primarul Romei, Ugo Vetere și primarul Cartaginei, Chedly Klibi, au semnat un tratat de colaborare și prietenie, punând astfel oficial capăt, în mod simbolic, „conflictului” dintre cele două orașe.